# Хербст, Райнфрид
Ра́йнфрид Хербст (нем. Reinfried Herbst, род. 11 октября 1978, Зальцбург) — австрийский горнолыжник, серебряный призёр Олимпийских игр 2006 года, обладатель малого Кубка мира 2009/10. Выступал исключительно в слаломе.
В 1998 году на юниорском чемпионате мира во Франции занял четвёртое место в слаломе (чемпионом стал Бенджамин Райх).
В Кубке мира Хербст дебютировал в 2001 году, в марте 2006 года впервые в своей карьере победил на этапе Кубка мира в слаломе. Всего имеет 9 побед на этапах Кубка мира, все в слаломе. Лучшим достижением в общем зачёте Кубка мира является для Хербста 11-е место в сезоне 2009/10, в том же сезоне он завоевал малый Кубок мира в зачёте слалома.
На Олимпиаде-2006 в Турине завоевал серебро в слаломе.
На Олимпиаде-2010 в Ванкувере стал 10-м в слаломе.
На Олимпийских играх 2014 года в Сочи стартовал в слаломе, но не сумел финишировать в первой попытке.
За свою карьеру участвовал в четырёх чемпионатах мира (2007, 2009, 2011, 2015), единственный раз сумел финишировать в 2015 году, когда стал 12-м в слаломе.
Использовал лыжи производства фирмы Blizzard.
Завершил карьеру в марте 2016 года.